# Buiten-Mongolië
Buiten-Mongolië, ook wel Noord-Mongolië genoemd, is de naam die door het Keizerrijk China gegeven werd aan de regio in het noorden van het land en die het grondgebied van het tegenwoordige Mongolië en Toeva omvatte. Binnen-Mongolië ligt er ten zuiden van en vormt een deel van de Volksrepubliek China.

## Geschiedenis
Rond de val van de Qing-dynastie in 1912 en het aan de macht komen van het nationalistische Kwomintang-bewind verloor de Republiek China langzamerhand de grip op deze regio. Deels is dit opgevangen door het Verdrag van Urga uit 1913 maar aangezien noch China noch een land buiten China dat verdrag ooit erkend heeft, erkennen de Volksrepubliek China en Nationalistisch China, het huidige Taiwan, Toeva nog steeds niet als onafhankelijk van China; ook Tibet, dat verdragspartij was, wordt door beide China's niet erkend als onafhankelijke staat.